# René Keller (Jurist)
René Keller (* 29. Juni 1900 in Straßburg; † 15. Dezember 2003 in Rüeggisberg) war ein Schweizer Jurist und Oberauditor der Militärjustiz.
René Keller wurde am 29. Juni 1900 als Sohn des Josef und der Rosa Martha Keller in Strassburg geboren. Er absolvierte ein Rechtsstudium in Bern. 1924 erlangte er das bernische Fürsprecherpatent ab. In den Jahren 1925 bis 1929 arbeitete Keller als Rechtsanwalt in Huttwil. Von 1929 bis 1943 war er Gerichtspräsident von Aarwangen. In den Jahren 1944 bis 1965 amtierte er als Berner Staatsanwalt. Darüber hinaus war er von 1949 bis 1951 Gemeindepräsident von Herzogenbuchsee. René Keller, der mit Elisabeth (geborene Burger) verheiratet war, starb am 15. Dezember 2003 in Rüeggisberg.
Für die Militärjustiz fungierte Keller von 1934 bis 1945 als Untersuchungsrichter und Auditor. Von 1946 bis 1951 bekleidete er das Amt eines Grossrichters. Zuletzt stand er von 1952 bis 1968 als Oberauditor an der Spitze der Militärjustiz. Keller trug den Dienstgrad Brigadier.